# Franz Keller-Leuzinger
Pour les articles homonymes, voir Franz Keller et Leuzinger.
Franz Keller-Leuzinger, né le 30 août 1835 à Mannheim et mort le 18 juillet 1890 à Munich, est un ingénieur, photographe, peintre, dessinateur et explorateur allemand. 

## Biographie
Frère du peintre Ferdinand Keller, Franz Keller, après des études à Karlsruhe débarque au Brésil en 1855 avec son père Joseph Keller, en tant qu'ingénieur. Il va y demeurer jusqu'en 1873. Il y dirige plusieurs expéditions de découverte tel en 1868 avec son frère José, un voyage qui les mènent de Borba à Exaltación puis à Bélem en remontant le Mamoré.
Le 14 octobre 1867, Franz Keller a épousé une fille du Suisse Georg Leuzinger, qui dirige un temps un institut lithographique et photographique au Brésil et prend alors le nom de Keller-Leuzinger.  
Après son retour en Europe, il travaille dans les arts et l'artisanat. Il dirige d'abord l'école de broderie d'art que la grande-duchesse Louise de Prusse a fondée puis, peu après, s'installe à Hambourg et finalement à Stuttgart en 1880, où il travaille dans des domaines similaires. En 1886, il se rend de nouveau au Brésil, où il est chargé par l'Association coloniale allemande d'enquêter sur la possibilité d'y développer une colonie. 
Outre des gravures, des illustrations et des aquarelles, on lui doit divers récits dont Vom Amazonas und Madeira (1874) traduit en français sous le titre Voyage d'exploration sur l'Amazone et publié dans la revue Le Tour du monde la même année, des numéros 727 à 729. 
Jules Verne, qui a utilisé ce récit pour des descriptions dans son roman La Jangada, le nomme Keller-Linzenger dans le chapitre V de la première partie.